# Aeroportul Akhiok
Aeroportul Akhiok (IATA: AKK, ICAO: PAKH, FAA LID: AKK) este un aeroport din Alaska, Statele Unite ale Americii ce deservește zona Akhiok⁠(d). Aeroportul a fost tranzitat în 2019 de 1.766 de pasageri. A fost numit după zona deservită.
Situat la o altitudine de 13 m, aeroportul dispune de 1 pistă. Este operat de Alaska Department of Transportation & Public Facilities⁠(d).

## Infrastructură

### Piste
Aeroportul dispune de o singură pistă. Pista 04/22 are suprafața de pietriș și dimensiunile 3.120 picioare × 50 picioare. 